# Xiphoveloidea
Xiphoveloidea is een geslacht van wantsen uit de familie beeklopers (Veliidae). Het geslacht werd voor het eerst wetenschappelijk beschreven door Hoberlandt in 1951.

## Soorten
Het genus bevat de volgende soorten:

- Xiphoveloidea chinai Hoberlandt, 1951
- Xiphoveloidea jeanneli (Poisson, 1941)
- Xiphoveloidea lobata (Linnavuori, 1971)
- Xiphoveloidea major (Poisson, 1926)
- Xiphoveloidea pilosa Linnavuori, 1977
- Xiphoveloidea pulchella Hoberlandt, 1951